# Paavo Talvela
Paavo Juho Talvela, ursprungligen Thorén, född 19 februari 1897 i Helsinge, död 30 september 1973 i Helsingfors, var en finländsk militär (infanterigeneral).

## Biografi
Talvela var en av de volontärer som tjänade i de finska jägartrupperna i Tyskland mellan 1916 och 1917. Han styrde över en bataljon i det finska inbördeskriget (27 januari – 15 maj 1918). 1919 tog han del i Aunus-expeditionen som överbefälhavare.
Talvela besegrade med sina trupper ryssarna vid Tolvajärvi och Ägläjärvi i december 1939. År 1944 ledde han den finska reträtten på Olonetsnäset.
Efter kriget tillbringade Talvela några år i Sydamerika som representant för den finska pappersindustrin, tills han återvände till Finland. Han befordrades till general i infanteriet vid sin pensionering 1966. Han innehade Mannerheimkorset.
Talvela var en mycket kunnig och aggressiv befälhavare i offensiv strid, men var mindre väl lämpad för defensiv krigföring. Han var benägen till fåfänga och vredesutbrott och hans envishet gjorde att han hade mycket svårt att inordna sig. Han arbetade bäst när det gavs uppdragstaktiska order.[källa behövs]
Enligt den svenska journalisten Gunilla Boëthius var Talvela hennes anonyme far, något hon skildrat 2021 i boken En livslång hemlighet.